# アグリジェント県

アグリジェント県
Libero consorzio comunale di Agrigento

アグリジェント県（アグリジェントけん、イタリア語: Libero consorzio comunale di Agrigento）は、イタリア共和国シチリア州に属する県の一つ。県都はアグリジェント。
法制上の位置づけは、2015年に従来の県 (Provincia regionale) からコムーネ自治組合（Libero consorzio comunale）に移行した。
イタリア語版ウィキペディア等では廃止された Provincia di Agrigento と新設された Libero consorzio comunale di Agrigento が別項目になっているが、便宜上双方を「アグリジェント県」として本項で扱う。

## 名称
標準イタリア語以外では以下の名称を持つ。
- シチリア語: Pruvincia di Girgenti

## 地理

### 位置・広がり
シチリア島南西部に位置する県で、南は地中海のシチリア海峡（シチリア水道）に面する。県都アグリジェントは、カルタニッセッタから南西へ約47km、州都パレルモから南南東へ約92km、トラーパニから南東へ約122km、シラクサから西北西へ約154kmの距離にある。
隣接する県は以下の通り。
- 北 - パレルモ県
- 東 - カルタニッセッタ県
- 北西 - トラーパニ県

海岸から南西へ約200km離れたペラージェ諸島（イタリア最南端のランペドゥーザ島など）も県域に含まれている。

### 地勢
西の境界付近、サンブーカ・ディ・シチリアの付近には、アランチョ山 (Arancio, 403m)、チラーミ山 (Cirami, 516m) があり、麓にアランチョ湖 (it:Lago Arancio) がある。

### 主要な都市
2001年の国勢調査に基づく居住地区（Località abitata）別人口統計によれば、人口2万人以上の都市・集落は以下の通り。
- シャッカ - 37,946人
- リカータ - 36,647人
- アグリジェント - 32,361人
- カニカッティ - 30,657人
- ファヴァーラ - 30,649人
- パルマ・ディ・モンテキアーロ - 21,253人

- アグリジェント
- シャッカ
- カニカッティ

## 行政区画
アグリジェント県には43のコムーネが属する。県の海岸から南西へ約200km離れたペラージェ諸島はランペドゥーザ・エ・リノーザというコムーネを形成しており、イタリア最南端のコムーネである。また、県西北部のサンブーカ・ディ・シチーリアとカルタベッロッタの間には、パレルモ県の飛地（ビザックイーノの一部） がある。
主要なコムーネ（人口上位10位）は下表の通り。左端の数字はISTATコードを示す。人口は2011年1月1日現在。
| コード | 自治体名                     | 人口   |
| ------ | ---------------------------- | ------ |
| 084001 | アグリジェント               | 59,175 |
| 084041 | シャッカ                     | 41,066 |
| 084021 | リカータ                     | 39,082 |
| 084011 | カニカッティ                 | 35,097 |
| 084017 | ファヴァーラ                 | 33,857 |
| 084027 | パルマ・ディ・モンテキアーロ | 24,109 |
| 084033 | リベーラ                     | 19,589 |
| 084028 | ポルト・エンペードクレ       | 17,261 |
| 084030 | ラッファダーリ               | 12,924 |
| 084023 | メンフィ                     | 12,812 |

## 交通

### 空港
- ランペドゥーザ空港（英語版） （ランペドゥーザ島）

## 人物

### 著名な出身者
- エンペドクレス - 紀元前5世紀の自然哲学者。現在のアグリジェント生まれ。
- フランチェスコ・クリスピ（英語版） - 19世紀の政治家、イタリア王国首相。リベーラ生まれ。
- ルイジ・ピランデルロ - 19-20世紀の作家。ノーベル文学賞受賞者。アグリジェント生まれ。
- ジュセッペ・ベランカ - 米国の航空エンジニア。シャッカ生まれ。
- レオナルド・シャーシャ - 作家。ラカルムート生まれ。
- アンドレア・カミッレーリ - 作家。ポルト・エンペードクレ生まれ。

### ゆかりの人物
- ジュゼッペ・トマージ・ディ・ランペドゥーサ - 貴族、作家。パルマ公爵、ランペドゥーサ公。